# Betalaktamantibiotika
β-laktamantibiotika (betalaktam-antibiotika) eller bara betalaktamer är en grupp av antibiotika som innehåller en betalaktamring i sin kemiska struktur. I gruppen betalaktamantibiotika ingår penicilliner, cefalosporiner, karbapenemer och monobaktamer. Betalaktam-antibiotika är den mest använda antibiotikan inom sjukvården och kan användas till att behandla allt från lindriga infektioner till allvarliga livshotande infektioner som kräver intensivvård.

## Verkningsmekanism
Alla typer av betalaktam-antibiotika har i grund och botten samma verkningsmekanism och fungerar genom att hämma bakteriernas cellväggssyntes. Detta gör de genom att betalaktamringen binder in till och inaktiverar PBP (penicillinbindande protein) som är ett enzym vars funktion är att korsbinda peptidoglykaner i bakteriernas cellvägg. Genom att binda in till dessa enzymer och hindra dem från att utöva sin funktion får man inga korsbindningar i cellväggen vilket resulterar i att cellväggen blir ostabil och bakterien dör.  All betalaktam-antibiotika innehåller en betalaktamring. Den övriga strukturen av molekylen kan variera mellan de olika antibiotikatyperna, vilket gör att de olika preparaten har olika antibakteriella spektrum.

## Exempel på betalaktam-antibiotika

### Penicilliner
Penicilliner med smalt spektrum:
- Fenoximetylpenicillin
- Bensylpenicillin

Penicilliner med bredare spektrum:
- Ampicillin
- Amoxicillin
- Piperacillin
- Pivmecillinam

Stafylokockpenicilliner(isoxazolyl-penicilliner):
- Flukloxacillin
- Kloxacillin

### Cefalosporiner
- Cefadroxil
- Ceftibuten
- Cefixim
- Cefotaxim
- Ceftriaxon
- Ceftazidim
- Cefalexin

### Karbapenemer
- Meropenem
- Imipenem
- Ertapenem